# Camille Pailleau
Camille Pailleau, née le 25 décembre 1993 aux Lilas (Seine-Saint-Denis), est une chef pâtissière française.
Le restaurant Rozó à Marcq-en-Barœul, qu'elle dirige avec son conjoint Diego Delbecq, est doublement étoilé au Guide Michelin depuis 2025. Cela fait d'elle une des rares femmes chefs étoilées en France.
En mars 2013, à l'âge de dix-neuf ans, elle participe à la saison 1 de l'émission Qui sera le prochain grand pâtissier ? sur France 2.

## Parcours
Dès l'âge de 16 ans, Camille Pailleau a envie de travailler dans les palaces parisiens. A 17 ans, elle est diplômée au CEPROC d'une mention complémentaire « desserts de restaurant ». Trop jeune pour être acceptée en palace, elle monte sa micro-entreprise qui lui permet de vendre ses desserts à des particuliers, en attendant patiemment de pouvoir être embauchée. Elle entre au Burgundy, au Lancaster, puis travaille au Prince de Galles, avec Yann Couvreur. Elle rejoint ensuite le Meurice, auprès de Cédric Grolet, où elle rencontre son conjoint Diego Delbecq alors qu'il travaille avec Christophe Saintagne. Elle travaille ensuite avec Jessica Préalpato au Plaza Athénée en tant que sous-chef pâtissière.
En mars 2013, elle participe à la saison 1 de l'émission Qui sera le prochain grand pâtissier ? sur France 2.
Le 14 novembre 2017, Camille Pailleau et Diego Delbecq ouvrent le restaurant Rozó rue de la Monnaie à Lille en 2017, lui en cuisine et elle en pâtisserie, en salle et en sommelière. Le restaurant est rapidement remarqué par la presse nationale,,.
En novembre 2018, Camille Pailleau est distinguée «Jeune chef pâtissier» par le guide Gault & Millau tandis que Diego Delbecq est distingué «Jeune talent»,.
Le 22 janvier 2019, l'établissement se voit décerner une étoile par le guide Michelin.
En 2021, Diego Delbecq et Camille Pailleau ferment le restaurant à Lille et achètent une ancienne imprimerie dans le quartier du Bourg à Marcq-en-Barœul pour y réinstaller le Rozó. Les travaux n'étant pas terminés début 2022, le restaurant n'est plus référencé au guide Michelin cette année-là et perd donc son étoile,. Le restaurant rouvre mi-2022. En mars 2023, le Rozó est de nouveau étoilé par le Michelin.
En mars 2025, le Rozó reçoit une seconde étoile Michelin.